# 李楚源
李楚源（1965年10月—），广东潮阳人，生于汕头市，男，汉族，中华人民共和国企业家。曾任广州医药集团董事长、党委书记，以及旗下上市公司广州白云山医药董事长。李楚源是第十四届全国人民代表大会代表、中共广州市十二届委员会委员、享受国务院特殊津贴专家、全国劳动模范，俄罗斯工程院外籍院士，拥有正高级经济师、教授级高级工程师职称。

## 生平
李楚源祖籍广东省潮阳县，1965年10月出生于汕头市。1988年从中山大学化学专业本科毕业后本有校内保研资格，但李楚源放弃了保研机会，于是进入白云山制药厂深圳分厂从事化验员的工作，之后升任白云山制药的副总经理。1991年6月加入中国共产党。
1999年，李楚源接手当时濒临破产的白云山中药厂，任厂长、党委书记。李楚源接手白云山中药后，该厂扭亏为盈，并首次将指纹图谱技术应用到中药质检领域。2005年白云山中药与香港和记黄埔合资，设立白云山和黄中药。
2010年，任广药集团总经理。后于2013年升任广药集团党委书记、董事长，同年8月8日任广州药业（现广州白云山医药）董事长。执掌广药集团期间，他于2012年5月推动收回王老吉红罐产品的生产经营权，并在23天内组建新的营销团队。2013年，李楚源又推动广药集团的整体上市工作，旗下上市公司广州药业发行股份吸收合并白云山A，同时发行股份收购广药集团剩余医药主业相关资产。该次重组是中国大陆首次跨沪、深、港三地交易所进行资产重组，也是首个上交所上市公司吸收合并深交所上市公司的案例。2021年，李楚源参与当时陷入财务造假事件的康美药业的托管重组。以广药集团为主要投资人的合伙企业广东神农氏持有29.9%的股权，成为康美药业的第一大股东。
2021年12月29日，在中国共产党广州市第十二次代表大会上当选为中国共产党广州市第十二届委员会委员。2023年6月，当选为俄罗斯工程院外籍院士。

### 接受调查
2024年7月22日，李楚源辞任白云山董事长，由副董事长杨军代行董事长职务。根据公司公告显示，李楚源的辞任原因是“个人原因”。李楚源的最后一次露面是7月13日在一次学术会议上致辞。媒体报道称，李楚源被有关部门带走调查，他的妻子、侄子也被带走。亦有传闻指出李楚源被带走调查或与医药反腐风暴有关。此前在2022年8月，广药白云山旗下公司存在虚增原料药价格、虚抬药价套取资金的行为。
2024年8月1日，广州市人社局决定免去李楚源的广州医药集团董事长职务。8月30日，广东省纪委监委官方网站“南粤清风网”发布消息称，李楚源涉嫌严重违纪违法，接受广东省纪委监委纪律审查和监察调查。其全国人大代表职务于12月25日被全国人民代表大会常务委员会终止。2025年5月17日，广东省纪委监委通报开除李楚源的党籍和公职，终止其广州市第十二次党代会代表资格，其荣誉称号一并撤销。涉嫌犯罪问题移送检察机关依法审查起诉。

## 争议
李楚源曾多次在公开场合发表争议言论引发关注。如2018年的博鳌亚洲论坛上，李楚源宣传白云山旗下产品“金戈”，宣称“金戈已从药品变为老百姓需要的情趣用品”；2017年财富全球论坛上，他表示“喝王老吉可延长寿命大约10%”，之后王老吉微博发文称延长寿命的结论来源自576只大鼠样本。

## 荣誉
先后获得全国五一劳动奖章、广东省劳动模范、广东省抗击传染性非典型肺炎工作二等功、广州市抗击非典先进个人、广州市劳动模范、全国劳动模范（2010年）、“丁颖科技奖”、全国优秀企业家等荣誉称号。2024年6月，作为“中药质量检测技术集成创新与支撑体系创建及应用”的主要完成人，获得2023年国家科学技术进步奖二等奖。2025年5月17日，其所获得的全国五一劳动奖章、广东省五一劳动奖章、广东省劳动模范等荣誉称号被撤销。